# 조선전시종교보국회
조선전시종교보국회(朝鮮戰時宗敎報國會)는 일제강점기 말기에 일본제국의 군국주의에 협조할 목적으로 결성된 친일 종교 조직이다.

## 설립 목적
태평양 전쟁이 막바지에 이르면서 조선총독부는 종교계를 총망라하여 종교계 전쟁협력 단체를 구성하였다. 목적은 종교와 종파를 막론하고 강력한 교화 활동을 펼쳐서 전쟁 승리를 위해 매진하는 것이었다.
1944년 12월 8일에 각 종교단체가 연합하는 형식으로 창립되었다. 총재는 조선총독부 정무총감이, 회장은 조선총독부 학무국장 엄창섭이 맡았다. 참가한 종교는 신토, 불교, 유교, 기독교 등이며, 각 종교에서도 여러 종파가 포함되어 있다.
1945년 4월부터 본격적인 활동을 시작하였으나, 얼마 지나지 않아 태평양 전쟁이 일본 제국 패전으로 종전되면서 해체되었다.

## 주요 활동
조선전시종교보국회는 1945년 3월 12일에 이사회를 열고 다음과 같은 실천 방침을 확정하였다.
1. 전의앙양 전력증강
2. 동조동근 이념의 철저
3. 군사사상의 보급
4. 교직자의 연성
5. 일본어 보급과 상용

5월 1일부터는 전국에 강사를 파견하여 순회강연회를 개최하였다. 1차로 북쪽 지역에서 순회강연이 실시하기로 하고 함경도, 강원도, 평안도, 황해도에 강사가 파견되었다. 강사로는 불교의 김동화, 장로교의 김응순과 채필근, 감리교의 이동욱 등이 참여하였다.

## 참고자료
- 친일인명사전편찬위원회 (2004년 12월 27일). 《일제협력단체사전 - 국내 중앙편》. 서울: 민족문제연구소. 658~659쪽쪽. ISBN 8995330724.